# Cirolana bovina
Cirolana bovina là một loài chân đều trong họ Cirolanidae. Loài này được Barnard miêu tả khoa học năm 1940.